# Anaklét Bürgermeister
Anaklét Bürgermeister OFM (?–1789), latinsky Anacletus Burgermeister byl český františkán a teolog. Narodil se v Kozomíně někdy před rokem 1725, řádové sliby nejpozději v roce 1740. Ve františkánském řádu působil nejprve jako lektor filozofie a teologie na klášterních školách, učitelem filozofie byl konkrétně v slánském klášteře. Když byla tamější filozofická studia přeložena roku 1749 do konventu v Bechyni, přesunul se tam spolu s dalším lektorem Janem Damascénem Rosinim.
Přinejmenším v letech 1759–1761 přednášel teologii pro františkánské kleriky na klášterní škole v Olomouci. Jeho studijní teze nechali řeholníci vytisknout spolu s učebnicemi dalších lektorů Alberta Langnera a Elzeara Kinského v roce 1759 u řádového příznivce, olomouckého tiskaře Josefa Antonína Škarnicla. Údajně též vyučoval na generálních františkánských studiích v Praze u P. Marie Sněžné.
Nejpozději roku 1763 zanechal vyučování na klášterních školách, v řádových pramenech je totiž dále titulován jako vysloužilý lektor (emeritus). Od září 1674 do září následujícího roku řídil jako zástupce představeného - vikář klášter v Hájku, kde si snad měl na čas odpočinout. V nejvyšší funkci v provincii - jako provinční ministr (provinciál) české františkánské provincie byl zvolen hned nato a takto působil poprvé v letech 1765–1768 a po přestávce v následujících dvou volebních obdobích znovu v letech 1771–1774. V mezidobí byl zvolen provinčním kustodem a po roce 1774 pak kustodem habituálním (doživotním). Anaklét Burgermeister zemřel 11. dubna 1789 v Praze jako jubilant řeholních slibů a ve františkánském nekrologiu je titulován jako „velmi zasloužilý muž“. Během svého prvního působení ve funkci provinciála se mimo jiné postaral o rozšíření františkánského kláštera ve Voticích, pro jehož úpravy jako představený provincie dodal finanční prostředky. Rovněž přispěl roku 1770 na obnovu dřevěného kříže před františkánským kostelem v Jindřichově Hradci
Kromě tezí vydaných tiskem známe rovněž několik rukopisných, studenty klášterních studií zapsaných Burgermeisterových sérií přednášek. Olomoucké hodiny morální teologie z roku 1761 si pod titulem Theologia moralis zapsal student františkán Kamil Stehno, jsou rozděleny do 19 traktátů a dále se dělí na jednotlivé kvestie.
Původ dalších rukopisných zápisů Bürgermistrových přednášek zatím nebyl identifikován. Jedná se přinejmenším o ještě tři morální teologie (z toho jedna přednášená společně s Jáchymem Lantzingerem), jeden svazek lekcí o svátostech (Theologia sacramentalis) a titul Piscina probatica.